# Celestin Sardelić
Celestin Sardelić (Zagreb, 26. studenoga 1944. – Prižba, 16. kolovoza 2009.) bivši je hrvatski političar. Član je nekadašnjeg predsjedništva CK SKH. Rodom je iz Blata na otoku Korčuli.

## Životopis
Rodio se u Zagrebu 1944. godine. U Blatu, odakle je rodom, pohađao je osnovnu školu. U Dubrovniku je završio učiteljsku školu. Studirao je na Filozofskom fakultetu u Zagrebu gdje je diplomirao sociologiju i filozofiju.
Obnašao je dužnosti u odborima (komitetima) SKH na sveučilištu, gradu i naposljetku u središnjem odboru (Centralnom komitetu). Obnašao je dužnost zamjenika ministra znanosti. 
Svoju je veliku ulogu u hrvatskoj povijesti pokazao u prvim godinama predraspadnog razdoblja u SFRJ. Uoči posljednjeg republičkog partijskog kongresa i svojeg odlaska s dužnosti, tajnik ("sekretar") Predsjedništva Saveza komunista Hrvatske Dragutin Dimitrović izborio se, zajedno s istomišljenicima, za povijesnu odluku o raspisivanju demokratskih izbora u Hrvatskoj  a Celestin Sardelić je bio jednim od vođa reformske struje koji je iste godine prvi prekinuo t.zv. "hrvatsku šutnju" u odnosu na Miloševićeva nastojanja i općenito dugogodišnju hrvatsku šutnju i politiku koja se sluganski odnosila prema Beogradu. Oštro se je suprotstavio,  agresivnoj politici Slobodana Miloševića na poznatoj sjednici CK SKJ 11. rujna 1989. u Beogradu, koju je prenosila televizija. Učinio je to javno, ne na nekoj skrivenoj sjednici, nego politički otvoreno, na hrvatskom jeziku, a riječima je bilo precizno, ne u uvijenim i skrivenim frazama.
U samostalnoj je Hrvatskoj obnašao veleposlaničku dužnost u Sloveniji. Obnašao ju je od 2000. do 2004. godine, nakon čega je izašao iz tridesetogodišnje aktivne nazočnosti u politici.
Poslije toga bio je u upravi Croatia osiguranja.
Sardelić je bio jednim od značajnika hrvatskog vaterpola.
Bio je aktivan u zavičajnim društvima: bio je član Društva Blaćana i prijatelja Blata.  Uređivao je Blatski ljetopis.

## Nagrade i priznanja
Godine 2009. odlikovan je posmrtno Redom hrvatskog pletera za osobit doprinos razvitku i ugledu Republike Hrvatske i dobrobiti njezinih građana.